# とっても少年探検隊
『とっても少年探検隊』（とってもしょうねんたんけんたい）は、あろひろしによる日本の漫画作品。前半は『週刊少年ジャンプ』（集英社）にて1984年に連載、後半は『月刊少年ジャンプ増刊号』（同上）にて1989年から1992年にかけて連続読切で掲載された。

## 概要
形としては探検バラエティ番組のパロディである（「川口浩探検隊」の影響を受けていることが、『ふたば君チェンジ♡』の単行本最終巻で語られている）。探検の様子を見せつつ、探検隊員自身によるナレーションがついている。また、そこに織り込まれるギャグはSFや特撮などのパロディが満載で、マニアックな作風が持ち味とされるあろひろしの作品の中でも、とりわけそのような色が濃い。
舞台となる場所のほとんどが原野否学園内である（学園の裏山などを探検する回も存在する）が、その学園の探検先はどう見ても、世界の極地のような熱帯雨林（実はビニールハウス）であったり標高8000m級の高山（実は高層校舎）であったり果てしない砂漠（実は砂場）であったりと、単なる学園ものの舞台ではない。それらの学園のあまりにも広大なスケールと、出てくる個性的なゲスト出演者とが織り成す破壊的なギャグ展開が、この作品の魅力を形成している。

## 連載の事情
この作品は『週刊少年ジャンプ』に連載されていた桂正和の『ウイングマン』が、作者の体調不良により休載することになったため、代稿として1984年20号から同年27号まで掲載された。通常の『ジャンプ』掲載作品は人気が無い作品は10週で打ち切りとなるが、この作品は代稿と言う事もあってか、わずか8週でその連載を終えてしまう。上記理由により、通常のジャンプでの連載第1回は巻頭カラーのはずなのだが、この作品は連載第1回にもかかわらずカラーどころか巻末から4番目の掲載順となっており、全話に渡ってカラーページが無い。作品がカラーになっているのはわずかに単行本の表紙のみである。
その後、5年の間を置いて『月刊少年ジャンプ増刊号』に第2部が不定期に読み切り掲載された。この作品は作者のお気に入りであるらしく、作者によると、この作品のためのアイデアが他の作品に流用しがたいもので、それが勿体無くて無理に第2部を描かせてもらったとのこと（第2巻カバー見返しより）。
なお単行本の1巻と2巻の間には『優&魅衣』が8巻分連載され、さらにその中では『MORUMO 1/10』が2巻分連載、そして『雲界の旅人』はその中で1巻収録分が描かれた後、『探検隊』2巻の後に『雲界』2巻収録分が描かれるという、複雑な作品史となっている。

## あらすじ
悠久の歴史を持つ私立原野否（パラノイヤ）学園、小学部から大学まで（第二部では幼稚園から大学院まで）その広大な敷地全てを見たものはいないという。その全貌を究明すべく、立ち上がったのがわれら少年探検隊である。隊員は全部で6人、全員小学生であるが、好奇心や超人的な能力、超絶的な展開で学園の隅々を今日も探検し活躍するのであった。

### 単行本1巻収録分
校長との遭遇の巻
探検部室にたむろしていた彼らの元に新任教師の呂井（ロイ）が現れ、校長室の所在を彼らに尋ねる。様々な伝説を調べ、立ちはだかる障害を排除して発見したのは、一つのラッパ、これを鳴らすと荘厳な音楽とともに校長室が出現した。
地下室の子守唄（メロディー）の巻
深夜に泣き声が聞こえるとか、行方不明者がでるなどの噂のある理科室の調査を計画していた一行の元に美少女が訪れ、そこで姿を消した兄を求めて同行したいという。彼女と共に理科室へ向かった一行だが、そこで赤ん坊の鳴き声と共に、怪しいロボットが襲撃してきた。
学 鯨の巻
教室の床や天井を泳ぎ回る巨大な鯨、学鯨の謎を探っていると、それを捕らえることに命をかけるエイハブという男に出逢う。彼について学鯨を追う一行。
グレープ・ハンティングの巻
園芸部員・大地野恵（だいちの めぐみ）の失踪の調査を請け負った一行は、園芸部と生物部が共同で使用しているビニールハウス（ロストワールドと化している）に潜入。
おジョーズ・4（フォー）の巻
屋内大プールで女生徒の水着が奪われる事件が発生。調査を進めようとすると前々回のエイハブが協力を申し出る。現れる怪物は大ザメのようでも大ダコのようでもあり、要領を得ない。彼らは罠を仕掛けて怪物の出現を待つ。
天国に一番ちかい教室の巻
「学園の屋根」と呼ばれる高層校舎群の中にある8000メートル級の校舎「エレベスト」。その最上階の教室には「誰も受けたことのない授業」があるとの伝説を知った一行は、真相を確かめるべくエレベストの登頂を目指す。
白い変人たちの巻
生物部からの依頼で、学園の給食すべてをまかなう大冷凍庫に潜入した一行だったが、「氷原の王者」を名乗る怪人ヒョーザンが現れ、ほむらを誘拐してしまう。なおサブタイトルは連載時「白い恋人たち」と誤植されていた。
好きゃな〜ず!!の巻
授業中に女生徒の服が吹っ飛ぶ事故が続発。事件を捜査に向かった彼らの前に未発達の少女が立ちはだかる。
謎のピラミッド・X（エックス）の巻
突然校庭に出現したピラミッド。内部を探ると怪しい迷宮と様々なトラップが。それらを超えてたどり着いた部屋には、一つのお棺が安置してあり、中では古代の王女クレオが眠りについていた。

### 単行本2巻収録分
謎の裏山に大宇宙を見た!!の巻
かつて学園が未だ寺子屋であった頃、気象衛星を打ち上げていた、との伝説を発見し、その謎を求めて学園の裏山である「裏山山脈」に潜り込んだ一行が発見したのは、谷間を埋め尽くすような大きさの鹿おどしであった。
駆け抜ける怪人!万里の食堂に追う!!の巻
学園の学食は別名を「万里の食堂」と呼ばれている。そこを日々移動する怪人がいる、との情報でやってきた一行が発見した少女は、親の遺言に従い、地域によって異なる学食の味をすべて味わい尽くすという偉業に立ち向かっていた。
魔境!!七つの湯船に待ち受ける罠!の巻
一行の元に現れた少女は、学園附属の大浴場の船頭で、男湯で客の謎の失踪が起こっており、自分の父親も消えたことを告げる。これを調べにやってきた一行は、巨大な銭湯（壁の富士山の絵の大きさが本物の倍以上）でカオス姐さん率いる「湯賊」にさらわれる。
死の迷宮!!財宝を追え!の巻
プール開き（ここでは毛世（もうぜ）先生が両手を広げるとプールの水が両側に開く）の際にプールの底に現れる迷宮に財宝がある、との伝説を追って一行は地下トンネルに侵入、恐るべき迷宮を探検する。
異次元の恐怖・運動界への挑戦!!の巻
ある日学園は謎の空間に包まれた。一行が調べた結果、これは「運動界」なる異空間であり、放っておくと取り込まれた全員の生命が縮んでゆく（給食が出ないため）ことが判明、これを阻止すべく活動を開始する。途中を妨害する綱卑鬼や苦魅退僧、パンク異教僧などを排除しつつ、ついに「赤糧白糧」の広場にたどり着く。そこで待っていたのは最後の鬼であった。
最後の冒険!!蘇る古代伝説の脅威!の巻
前後二話にわたる大冒険。学園の分校の近くにあるアラヨット山で毎年見られるという伝説の方舟を調査に行った一行の目の前に出現したのは、嵐の海とともに未だにさすらい続けるノラの方舟であった。この船を捕獲しようとして、ほむらは引きずられて行方不明に。彼女の行方を追い、クレオの協力の下に調査をした結果発覚したのは、当時の生徒会がダベるために建造しようとしたダベルの塔を権力の象徴として再建しようと言う、古代からの独裁者・ニムドロの壮大な陰謀であった。

## 登場人物

### 探検隊メンバー
6人とも小学部5年3組に所属している。正式なクラブ活動として認められておらず、探検を記録したビデオを放送部に売ることで予算を捻出している。
逆上炎（さかうえ ほむら）
探検隊のリーダー。好奇心旺盛で活発な体育会系な女の子。血液型はB型。武道とは幼馴染みだが、気弱な彼を便利な弟分扱いしている。父親譲りの短気で喧嘩っ早くさばさばした性格であるが、実は「王子様願望」があり、最終話では「どこかに王子様がいるなら自分が探し出してやる」という意外と乙女な、探検を始めた動機が明かされる。番外編で登場した父親も「泊まり込みの探検」には反対するなど、過保護な頑固親父。
古現武道（ふるうつ たけみち）
ほむらの幼馴染み。O型。見かけは普通の少年で怖がり。すぐに帰りたがるなど、およそ探検隊として不向きに見えるが、体力と格闘術で人並み外れた超人的活躍を見せる（ただし泣かないとその力が発揮されない）。家庭科が得意で、冒険中の食事の世話の他、自宅（空手道場）では道場主の父「三寛（みかん）」や師範代を務める兄2人「市悟・林悟（いちご・りんご）」に代わって家事全般+家計簿付け（これは道場の事務会計も含むと考えられる）を一人でこなしている。ほむらへの仄かな想いが行動に時折現れる。
縁よしみ、縁ゆかり（えにし よしみ、えにし ゆかり）
探検隊の記録係兼、カメラ担当の黒子。劇中の話ごとに「よしみ」「ゆかり」と別名で呼ばれ読者の困惑を招いていたが、正体は双子の少女が交代で登場していた。（作者の推測によれば）A型。事前調査などもこなし、冒険はこの子が図書館などから拾ってくる伝説などから始まることもある。見かけはかわいい女の子だが、自分の可愛さを武器に駆け引きをするなど黒い一面も見せる。本編では交代でカメラ担当の黒子をしており、二人が同時に出て来る事はなかったが、単行本のおまけページには双子で登場している(このことについて作中では直接解説されてはいなかったが、伏線として探検隊メンバーはカメラマン合わせて6人・登場人物の名前も6人分を表記していた。このミステリー要点を見破り「正しく指摘したファンはただ一人だけだった」と単行本でコメントしている)。
振竹伊知郎（ふりだけ いじろう）
探検隊の解説係。（作者の推測では）B型かAB型のどちらか。主に現地で直接の実況を行う、背の低い男の子。なぜかいつもサングラスをしており、素顔は不明。家では彼と彼の父が実況を、彼の母が解説役を担当している。実況スタイルはプロレス実況をこなしていた古舘伊知郎の形となっている。
ヌーボォ
おかっぱアタマで1.5頭身の男の子。台詞は全て「顔に出る」。かなりの食いしん坊。学園最大の謎は実はこの子であり、正体は一切不明。口を開けると防寒テントに、捕鯨銛発射装置に、発熱体にと理解を超えた活躍をする。探検隊にとっても作者にとっても非常に便利なキャラクター。家族の存在は明らかになっているものの、謎は余計に深まるばかりである。

### その他
呂井（ロイ）
原野否学園の新任教師。男性。第1話で校長先生に無事謁見を果たした後、探検隊メンバーのクラス（小学部5年3組）の担任になる。名前の由来は、第1話のパロディ元である「未知との遭遇」の主人公から。
松戸（まつど）兄妹
マッドサイエンティストの兄と、華道部で鍛え上げられた戦闘力を誇る妹。第2話で兄の所在が判明して以降、妹は兄の手伝いをしている模様。優れた科学力をもって騒動を引き起こす役回りがほとんどで、作者曰く「もし第1部の連載が長く続いていれば、いずれ探検隊の強大な敵になるはずだった」とのこと。
エイハブ船長
学鯨を長年追い続けた海の男。かつては長身だったが、長年の戦いの影響（学鯨に銛を打つが、引っ張られて壁や天井、床に激突を繰り返した結果）でチビになってしまった。探検隊の協力の下、学鯨との因縁に決着をつけた後は海賊となり、時に探検隊の冒険のサポートをする。
山田次郎（やまだ じろう）
生物部部長。頬被りにした手拭と、東北弁が特徴。ペットのT-REX「太郎（たろう）」を常に連れており、探検隊の行く先々で出くわす。サーフィンが趣味。
増込照美（ますこみ てれび）
放送部の新部長。最初は探検部の冒険記をヤラセだと思っていたが、実際に冒険に同行することで信じるようになった。以後、放送部をあげて探検部のバックアップをすることを約束する。
クレオ
紀元前3000年に5年3組の生徒だった王女。授業をサボってピラミッドの中で昼寝をしているうちに寝過ごし、少女の外見を保ったまま四千歳になってしまった。当時の各地の王族の言葉に詳しく、またピラミッドを駆使した秘術の数々を操る。
ジョギング大仏
その名の通り、ジョギングする大仏。「HOTOKE」の鉢巻と「仏」のランニングシャツを身につけ、あらゆる場所を（時に物理法則さえ無視して）走り回る。シュールさをそのまま具現化したような謎の生物だが、基本的に無害で、探検隊の冒険に関わることもほとんどない。
後の作品『ぱらのい屋劇場』にも登場する。

## 単行本
ジャンプスーパーコミックス（集英社）より全2巻。
- とっても少年探検隊
  - 1985年10月15日発行(ISBN 4-420-13139-X)
  - 読み切り作品「岡科寮奇談（おかしなりょうきだん）」を併録
- とっても少年探検隊II
  - 1993年3月9日発行(ISBN 4-420-13234-5)

『ふたば君チェンジ♡』の最終巻に、読み切り作品『とっても少年探検隊・番外編』が掲載されている（探検隊員の家庭・家族が描かれた唯一の作品である）。これは上記1巻と2巻の間に発行された同人誌「有芸太」に発表されたものの再録で、背景が描き足されている。他に『探検隊』の単行本のページ埋めに使われているイラストも「有芸太」の再録。こうした同人誌からの再録は、他の作品では『優&魅衣』『ぱらのい屋劇場』などにも見られる。
現在電子書籍でも販売されているが元の出版社からではなく、各話の合間のおまけページが削除されたものになっている。